# 中国の経済史
中国の経済史（ちゅうごくのけいざいし）では、中国経済の数千年にわたる変化と、世界における中国経済の位置について述べる。

## 概要
上古時代の農業経済から数えると、中国の経済規模は2000年間にわたり世界でも大きいものであった。古代の経済の盛衰は王朝の盛衰と対応しており、経済の中心については政治・戦乱・人口の遷移・農業・商工業・交通の発展と深く関わっていた。歴史学者らは中国の経済重心が北から南に遷ったことについて、まず古代から西晋まで、次に東晋から北宋、最後に南宋からアヘン戦争までの大きく3期に分けている。華南経済が完全に黄河中流域（華中）の経済を超えたとされるのはこのⅢ期にあたるとされる。
11〜13世紀の宋元時代において、農商工業の発展はめざましいもので、仁宗の治世以降には交子や会子などの紙幣は四川で地域的に発行・流通していたが、元代には紙幣の流通は中国全土に及んだ。これは交鈔（鈔）と呼ばれるもので、有効期限付きではあったが高額決済が円滑に行われるようになり、その結果として中国の市場は長期的発展を遂げたが、同時に世界最初の破壊的な金融危機を引き起こした。宋元時代は対外貿易が頻繁に行われ、金銀が大量に中国に流入した。
明朝・清朝の経済において、中国の経済政策は保守的なものに転換し、政府は長期に渡って重農抑商政策を採った。海禁政策を行ったため、商工業の発展は限定的なものとなった。18世紀を越えると、西欧ではアメリカ大陸より大量の小麦などが流入したため、農業を放棄し、いち早く農業経済から農商工業経済に遷ることができた（産業革命）。また、アヘン戦争以来の中国の小作人制度は西洋世界による影響を大きく受けて再構築されたものであった。
清末民初において、工業化や都市化は現代化の重要な過程であった。この時期、現在も工業が盛んな東部沿海地区の発展が大きく、南北の経済格差は縮退したが、東西の経済格差が拡大したとされる。東部沿海地区は現在も中国経済の中心地であり、清朝政府や国民政府は西方の工業発展に努めていたが、内外には妨げる要因も多かった。1927年に国民政府が南京に都を定めてから1937年に抗日戦争が激化するまでの、比較的平和だった時期を「黄金の十年（南京十年）」という。しかしその後戦乱の末、第二次国共内戦・中華人民共和国建国に至り、政局が穏やかになって後、経済は再び発展し始めた。
中国大陸の経済は中華人民共和国建国初期には芳しくなく、共産主義に基づく計画経済を実施したが、工業体制の発展はソ連の援助に依存したものであった。更にその後の大躍進政策・文化大革命は鉄屑の山と数千万の餓死者、西蔵・ラサにおける人権問題に関するアメリカによる経済制裁を生み出し、その影響により、数十年にわたって貧しい状態であった。
1978年に鄧小平が提唱した改革開放では、中国経済を計画経済から市場経済へと移行する方針を打ち出し、外国資本の誘致と漸次的な対外解放を行った。社会主義市場経済と呼ばれるこの経済体制を採用した結果、2019年のGDPは100兆人民元（14兆米ドル）を超え、EU、アメリカに並ぶ世界三大経済体の1つとなり、GDPにおいてはアメリカに次ぐ第2位の大国となった。人口は約14億、1人当たりGDPは10276米ドルを超え、上・中所得国の所得水準となっている。東部に限っていえば1人当たり2万米ドルを超えている。但し経済発展は、資源、環境汚染や貧富の差の拡大、不動産バブルや地域発展の不均衡、産業の高度化などの影響を大きく受けている。近年のグローバリゼーションにおいては、米中貿易摩擦や中国大陸への日韓や香港・台湾・東南アジアとの貿易が盛んになっている。現在の中国経済は世界経済の影響を深く受けており、世界最多の中産階級を有し、アメリカに次ぐ世界第2の市場となっている。

## 先秦時代
中国の歴史のルーツである黄河流域に栄えた商・周の時期、中国に農業主体の経済が流入した。春秋戦国時代の諸子百家の1つ、法家は、農業を本業、商工業を末業と位置付け、その関係性について「重本抑末」を説いた。この重農抑商政策は近代まで変わらず、中国の経済主体は農業であった。
殷商から漢に至るまで、経済・政治の中心はともに華北の関中にあった。前漢中期には江南一帯は未開発地帯で、当時の長江流域の経済規模は華北と比べて程遠いものであった。

### 様々な貨幣

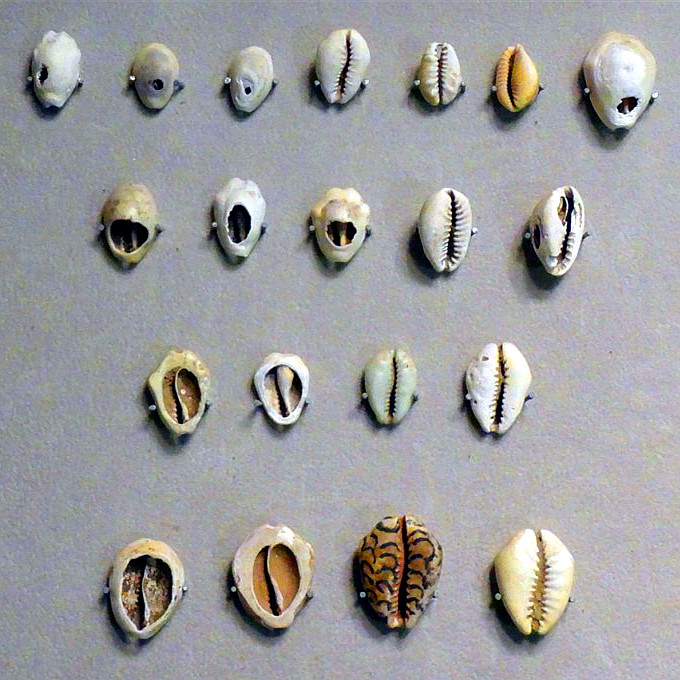
殷代などに用いられた貝貨。

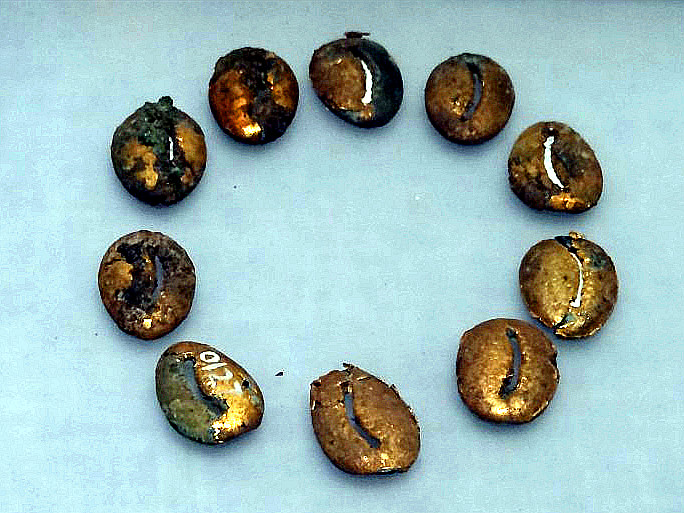
春秋末期の貝貨。これは銅包金貝。

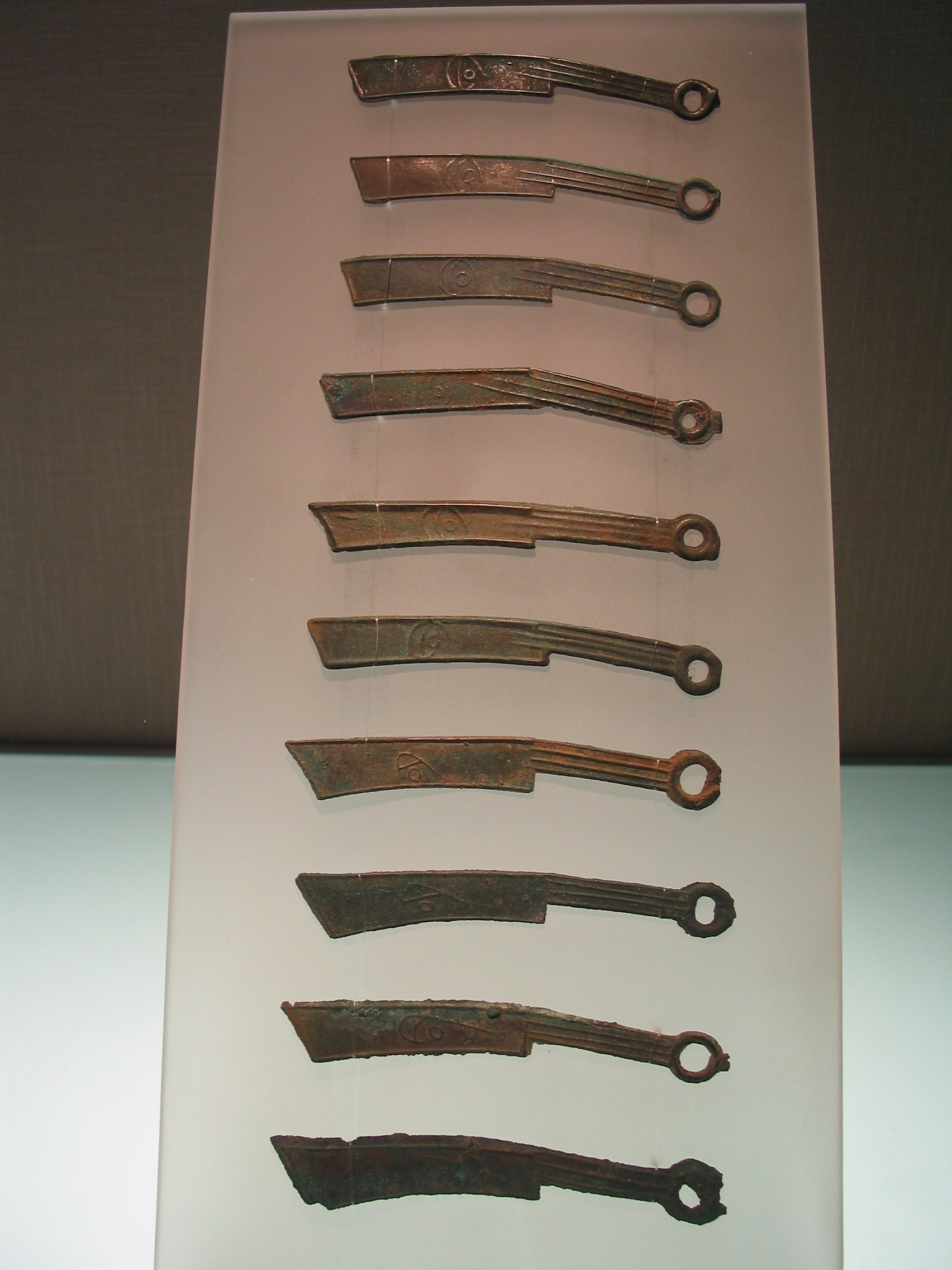
刀銭。斉・燕・越で用いられた。

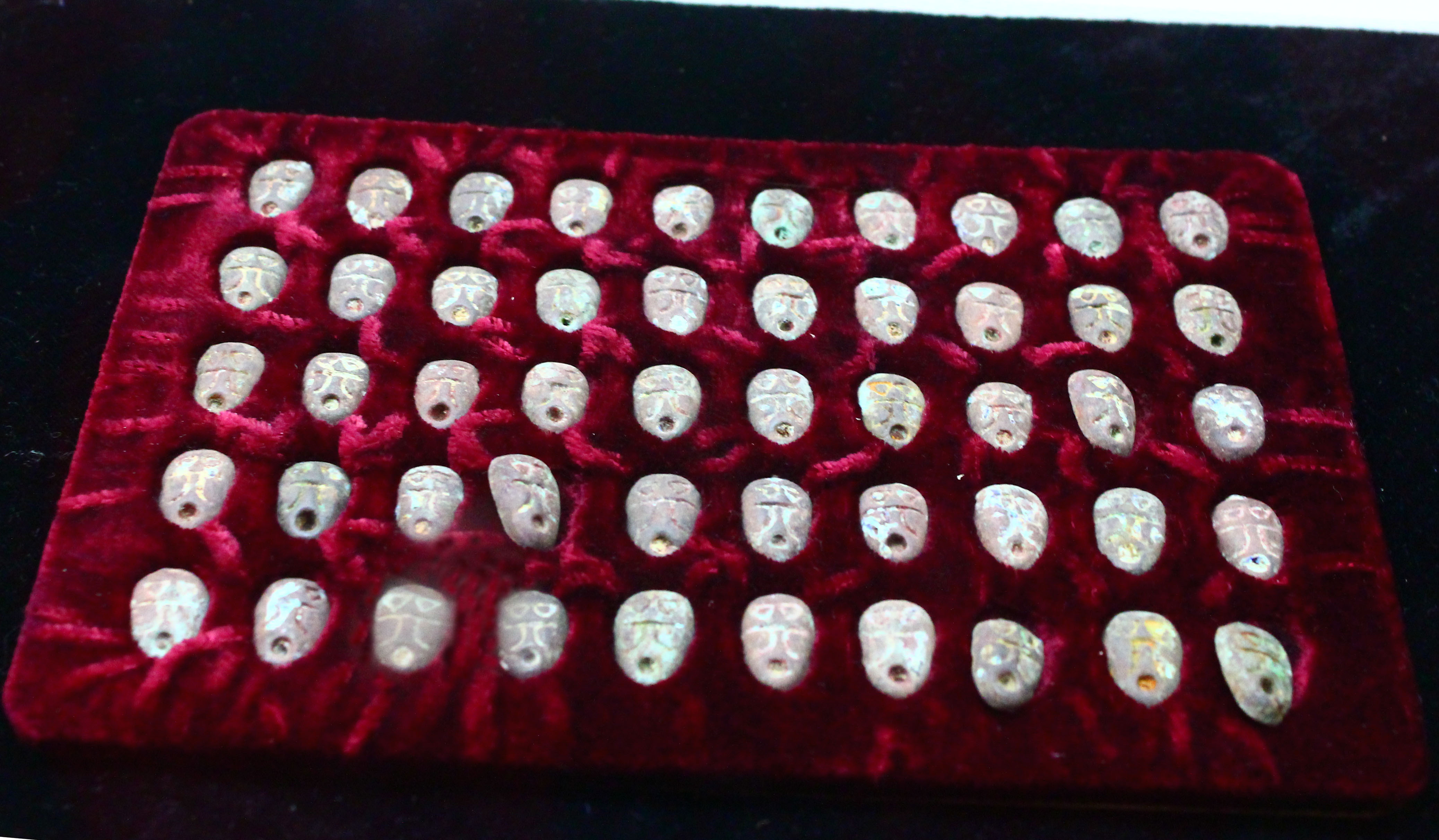
湖北省孝感の野猪湖で出土した湖北省博物館所蔵の蟻鼻銭。楚で用いられた。

春秋戦国時代において、西周時代に用いられた貝貨に代わり、鋳銭が用いられるようになった。東側地域では主に刀銭が用いられたが、南方の楚では蟻鼻銭、秦では円銭（半両銭の原型）が用いられた。秦の統一戦争完了までは、このように国によって貨幣や価値基準が異なった。

## 秦漢時代

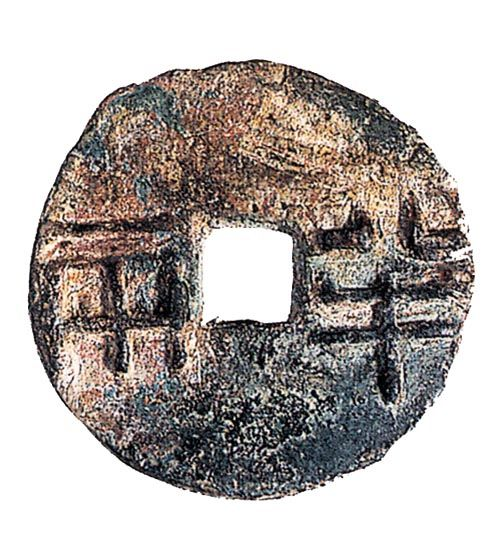
漢代の半両銭、年代不詳。

秦朝は統一政策として、刀銭などを廃止し、半両銭に統一した。半両銭の丸板に穴が空いた形は以降の王朝においても引き継がれた。この形状は現在の日本国5円硬貨並びに50円硬貨にも見受けることができる。他にも車軌の統一、文字の統一などを行い、以降の中国王朝の繁栄の基礎を作り上げた。
前漢時代に始まった経済政策には武帝による塩鉄専売制が代表として挙げられる。これは匈奴討伐などの費用を増税により賄うもので、この専売制については武帝の死後、議論を呼び、この議事録が『塩鉄論』としてまとめられている。他にも増収と価格安定のため、均輸法などを創始した。更に武帝は半両銭を廃して五銖銭とした。五銖銭は唐代に廃止されるまでの長きにわたり、形を変えつつ用いられた。また、この時代に経済は大きく発展したため、富豪が広大な土地を所有し、自ら堀や塀を建造してそれらを守り、場合によっては傭兵を雇うこともあった。
後漢時代は帝権が弱まり、荘園制が勃興しつつあったため、郷挙里選を悪用して官僚となる豪族の台頭を許してしまった。郷挙里選は任子制による高級官僚の世襲を防ぐために前漢時代に創始されたものだったが、この導入は却って荘園制の強化に繋がり、結果として高級官僚を世襲する家柄を楚漢戦争の元勲後裔から地方豪族へと変えただけとなった。またこれらは唐代に絶頂を極めた貴族のルーツとなった。

## 三国時代
後漢末には戦乱と災害により華北の耕地は荒れ、三国時代の開始とともに江南へと農地が拡大した。長江の流域は、それまで蛮や山越と呼ばれる少数民族の地であったが、山間部から農地が開拓されていった。これは華北の人口が減少、代わって華南の人口が増加し、それと同時に農業技術も南遷したからである。これにより収穫量が大きく増加したとされる。

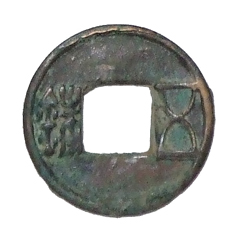
五銖銭、年代不明。

魏晋南北朝時代は社会が大きく混乱し、金属貨幣の流通範囲も減少、また形や価値も多様化し、重さも変わっていった。前漢の武帝までは半両銭、それ以降は五銖銭が用いられていたが、曹魏では曹魏五銖、蜀漢では直百五銖、孫呉では大泉五百・大泉当千・大泉二千を発行した。これらは五銖銭を基準として利ざやを得ようとして改鋳されたものだが、一時しのぎにしかならなかった。また、私鋳銭にも五銖銭を基準として100枚相当の太平百銭が発行された。
三国の一つである魏は、財政では屯田制を基盤とした。屯田とは国家が定めた人員によって土地の開墾や農作を行う制度であり、漢代から行われていた。曹操は、自身が後漢の官僚だった196年から典農部に農民の屯田を始めさせ、やがて蜀や呉の国境では防衛の兵士が屯田に従事した。前者を民屯、後者を軍屯と呼ぶ。税制では、人頭税的な算賦に代わって戸を基準にした戸調という物納を始め、農民の家族を単位にした税制が普及した。

## 西晋時代
西晋では、荘園を基盤とする経済が大いに栄えた。天下統一後、帝室・官僚が経済に関わるようになり、商業のさらなる発展を求めてその拡大を促進した。その結果、呉王司馬晏の部下に市場の仕入れについての記入を担当する者が居たとされるほどの規模となった。しかしこの頃既に経済の中心は中原域から長江中下流域に遷っており、最も栄えていたのが建康で、次が江陵であったとされる。戦乱により鋳銭が不足し、貨幣の価値は混乱した。それに対し貿易は発展し、南北の互市と海外貿易は中央政府が掌握していた。それに呼応して私営商業も発達し、交易により食糧、布類、塩などが生活用品や奢侈品として運ばれた。広州では海上貿易が発達し、ヒスイやサイ、象牙や香料や絹が取引された。
西晋は支配地域を郡県制で統一した。魏で行われていた民屯を廃止して郡県制に編入し、民屯にいた農民は一般戸籍に移された。土地制度では、田地の占有を認めた占田と、開墾と耕作の責任を課された課田が実施された。占田制は、中国で初めて農民の土地所有を規制した制度であり、農民世帯が社会の基盤になりはじめたことを表している。

## 南北朝時代

### 南朝
東晋は、江南における西晋の復活という面をもつ王朝だった。江南豪族の成長、華北の動乱による流民の大量流入、それにともなう開墾によって東晋の経済は成長した。長江の下流では微高地を中心として灌漑施設が建設されて農地が開かれ、並行して低地の沼沢地の干拓も始まり、華北からの流民が労働力として動員された。東晋時代は、西晋が八王の乱と永嘉の乱で滅び、華北を失ったため、大勢の漢人が亡命してきた（衣冠南渡）。一方で当時、華北にあたる淮河北部にも大市が百余りあったと伝えられる。しかしこれ以降、華南が発展し始め、経済・政治・文化の中心が形成され、南に遷り始めた。
江南では開拓が進むとともに大土地所有も増えた。荘園には農地の他に、山林や果樹園、養魚池などもそろい、山川の産物は鳥獣や魚介類、建築材、燃料などの資源に恵まれていた。王侯貴族はそれらの産物を加工・販売するために屯、伝、邸、冶などの名で呼ばれる施設を建設した。水稲の他に麦が導入されて穀物の種類が増え、麻と麻布や養蚕と織絹による繊維業も増加して布帛は重要になっていった。新たな産業としては陶器の生産があり、六朝青瓷として知られる。原料の高陵土と木材に恵まれた山地で壺、瓶、碗などが大量に生産された。

### 北朝
北朝の北魏は五胡十六国時代からの戦乱により農民が流民となり、荒地が多かった。これを解決するため、農民の帰還を奨励して租税軽減も行い、三長制（485年）を実施した。農民の帰還増加によって土地所有者との紛争が増えたため、訴訟の解決と占有関係の整理を進め、均田制（492年頃）を定めた。均田制では有資格者に田土の支給を行い、農民が占有する土地は穀田・桑田・麻田と居住地であり、穀田によって租、桑田・麻田によって調を納税した。均田制の内容は西晋の占田・課田制を引継ぎつつ、国家の土地所有をさらに強めている。また大土地所有者の隷属下にあった者は奴婢として国家が記録し、大土地所有者の権力を押しとどめる効果もあった。均田制は西魏・東魏、北周・北斉、隋唐時代にも引き継がれ、各王朝によって改変されつつ実施された。

## 隋唐時代

### 隋による統一政策
隋朝時代は魏晋南北朝に比べ商業が発達し、その規模は広大なものであった。特に商業が盛んだったのは長安と洛陽の2都で、世界的大都市でもあった。長安には東西の市があり、東市は都会として、西市は富裕な外人の居住地として、大いに栄えた。洛陽には東の豊都、南の大同、北の通遠の3市があった。通遠には文帝・煬帝が築いた大運河が隣接しており、華北と江南を結ぶ物流で賑わった。商人は雲のように多く、船は万を超える数であった、とされる。江都は江南の貨物の集積地であり、これも運河による物流で栄えた。江南には宣城郡、毗陵郡（江蘇省常州）、呉郡（江蘇省蘇州）、会稽郡（浙江省紹興）、余杭郡（浙江省杭州）、東陽郡（浙江省金華）などの商業都市が栄えた。他にも成都は巴蜀地区の商業的中心地で、広州は海外貿易の中心であった。当時の隋の貿易政策は西域廻廊と海上貿易にあった。西域廻廊はサーサーン朝ペルシャ、東ローマ帝国に繋がったとされる。海上貿易では東南アジア諸国や日本と繋がった。特に日本との関係は密接なものとなった。
南北朝時代は貨幣の不一致が起こっていた。南朝梁・南朝陳では五銖銭を用いていたが、嶺南の奥地では米布塩などの物々交換が依然として行われ、北斉では常平五銖、北周では永通万国・五行大布・五銖銭の3種、他にも河西の諸郡では西域の金銀貨を用いていた。隋初期において、各地では各々の貨幣を用いていたが、581年に文帝は新たな五銖銭を定め、1000銭を4斤、2両と等しいとした。また古い貨幣や私鋳銭の流通を禁止した。江都郡（揚州）では五炉、江夏郡（武漢）では十炉、成都では五炉というように、五銖銭の鋳造にも規程を加えた。しかし煬帝の頃に政治が荒れ、私鋳銭が跋扈し、1000銭は1斤相当となってしまった。この頃には鉄片や皮革、糊紙が銅銭に混ぜて用いられていた。それにより遂には貨幣の価値は軽んじられ、物々交換が優勢となった。その後隋は滅び、唐が建った。魏晋南北朝時代は米穀絹衣の物々交換経済に貨幣が導入されつつあった時代であった。

### 唐の経済政策
619年に隋が滅び、その後100年間比較的穏やかな発展が続き、玄宗の治世においては既に隋文帝期の経済水準を回復させていた。しかし安史の乱により状況は一変した。7年2カ月に及ぶ戦乱は黄河下流域に大損害をもたらした。それに対し江南などが受けた被害は軽微なものであり、南方経済が相対的に発展した。その結果、中国の古代経済の中心は完全に南に遷り始めた。一方でそれと同時に、江南8道と四川において、華北の大規模な戦乱とその他の影響により、農業や手工業の生産が発展を遂げた。江南での農業に関しては、『四時纂要』のような農業書が出現し、肥料の導入、農具・品種・農薬の改良と進歩が起こった。
唐代の都市の商品経済は黎明期にあった。長安（雍州、京兆府）、洛陽（洛州、河南府）、魏州、貝州、済州、宋州（睢陽）、楚州、蘇州、幽州（范陽）、揚州（江都、広陵城）、成都（益州、成都府）、広州、晋陽（并州、太原府）などが地域商業の中心となっていった。唐の国内交通路は世界的にも十分発達したもので、陸路は長安を中心として全国に繋がり、水路は洛陽を中心として大運河を通して繋がっていた。唐に駅站は1463箇所あったとされ、内訳は陸駅が1297、水駅が166だったという。商人らは堰坊に商品を保管し、そこに利益も蓄えた。交通も充実していたため、唐中期になると官僚一族や職人は南遷し、長江流域の商業都市の発展は更に加速した。国家財政は江南に依るようになり、「揚一益二」と言われていたが、江南最大の都市である江南東道の蘇州の繁栄は揚州や洛陽を超え、長安に次ぐものであり、また華南で唯一の最高等の州とされた雄州には天下一と言われる郡があり、「当今国用、多出江南。江南諸州、蘇最為大。」とも呼ばれた。その他にも、杭州や湖州などが大きく発展した。蘇州や揚州などの商業都市では坊市制が崩壊し、夜市が出現し始めた。
唐は世界で初めて手形を用いた国家とされる。飛銭は唐代に確立された手形システムであり、交子・会子・交鈔などのルーツとなった。これは藩鎮が管轄外への銅銭流出を防ぐ禁銭政策を採ったことにより、飛銭を用いて長安や洛陽にある銅銭の手形を交換することが盛んになった。こうして唐の大都市の中には堰坊と飛銭が出現した。堰坊は寄付により成り立っていたが、唐末期の黄巣の乱と藩鎮の抗争により、その数は減少し、開元期の繁栄を取り戻すことはなかった:113。
唐代には、海外貿易が栄えた。8世紀後半には広州からマラッカ海峡を通ってインド洋に出て、セイロン島、ペルシャ湾、アデン湾や紅海への航路が開けた。また新羅・日本との航路も活発となり、唐の海上交通の範囲は新大陸発見前の世界の殆どを占めていた。ユダヤ人、ペルシャ人、アラブ人といった中東の商人らは中国を訪れ、沿岸部の交州・広州・泉州・明州（寧波）・揚州などの港は船が頻繁に通るようになり、外国貿易の重要な拠点となった。更に外国貿易が盛んになると、唐は市舶司と呼ばれる特別な官庁を設け、そこで徴税した。外国貿易の数は更に増し、成長し続けた。また、中唐頃になると華南の経済的地位が向上したとされている。
唐末から北宋にかけて、荘園は栄えていたが、大半は地主の自営農場であり、荘園の経営方式は統一されたものではなかった。使役するのも、奴隷や労働者、小作人（佃戸）など様々であった。宋代に至ると、奴隷を用いる農場は少なくなり、小作人（佃戸）を用いる農場が漸増した。北宋末期には雇用制の大農場も減少し、佃戸制が一般化した。
唐の後期には、官僚地主は土地を次々と没収し、均田制は崩壊した。そのため都市部に代わって地方の田や住宅などが拡充した。嶺南東道節度使の韋宙の「江陸別業」では、7000の穀物の山が出来たと記されている。またこの頃は、宋之問の蘭田山荘、王維の輞口荘などが有名な大荘園となっており、江南軍使の蘇建雄は、毗陵にあった別荘には使用人の李誠が何度も往復したとある。また高宗の時代には、王方翼が僻地の田を数十頃（数百ha）開拓し、屋を作って竹や木を植えたとある玄宗の詔には、「王公百官及富豪之家比置荘田，恣行吞併」とある。安史の乱後、均田制は完全に崩れ、荘園経済は更に発達した。陸贄は「今制度弛紊，疆理隳壊，恣人相呑，無復畔限，富者兼地数万畝，貧者無容足之居」と述べた。
唐代には僧侶も大土地を所有しており、袁州の斉覚寺の僧は荘田に常駐し、その蓄えは非常に多かったとされる。また少林寺も柏谷荘を持ち、その大きさは40頃（200ha以上）以上に及んだとされる。また吐蕃が滅んだ後、その地の宗派は領土を分割し、政教合一によりより多くの荘園を生んだともされる。

## 宋代
税制については、均田制が武周の末頃から瓦解し始めたため、以後の唐やその他の王朝は均田制やそれを背景にした租庸調制に代わって両税法を用いていた。また当時の北宋では、五代十国時代からの各国の経済や文化の進歩・発展とそれによる新しい様々な商工業種が外国貿易をより盛んにし、泉州・明州・広州などの通商が栄えた。これらの都市は南宋以後、より貿易が盛んになった。しかし元が許可なき貿易を取り締まるようになり、その後海禁が行われるようになると、対外貿易は萎縮し、明代には完全に停止した。

### 遠洋貿易
『宋史・列伝第九十六』には、「国家根本，仰給東南」とあるように、中国の経済の中心は北宋中期から南に遷りつつあり、靖康の変により南宋が臨安に都して政治の中心も南遷し、大勢の亡命者が南へ逃れた。南宋政府は政権の安定に努め、生産力回復と農業生産増加に尽力した、華南の労働力を最大限に生かすため、小商工業者なども暮らせるようにした。対外貿易では、南宋側にあった泉州・明州・広州が対外貿易の拠点となった。南宋も市舶司の最高収入は北宋時代の4倍以上、南宋政府の収入の5%にも相当したという。この時期の特徴は南方経済が発展し続け、政治・経済の中心がともに南遷したことである。

### 宋代の貨幣

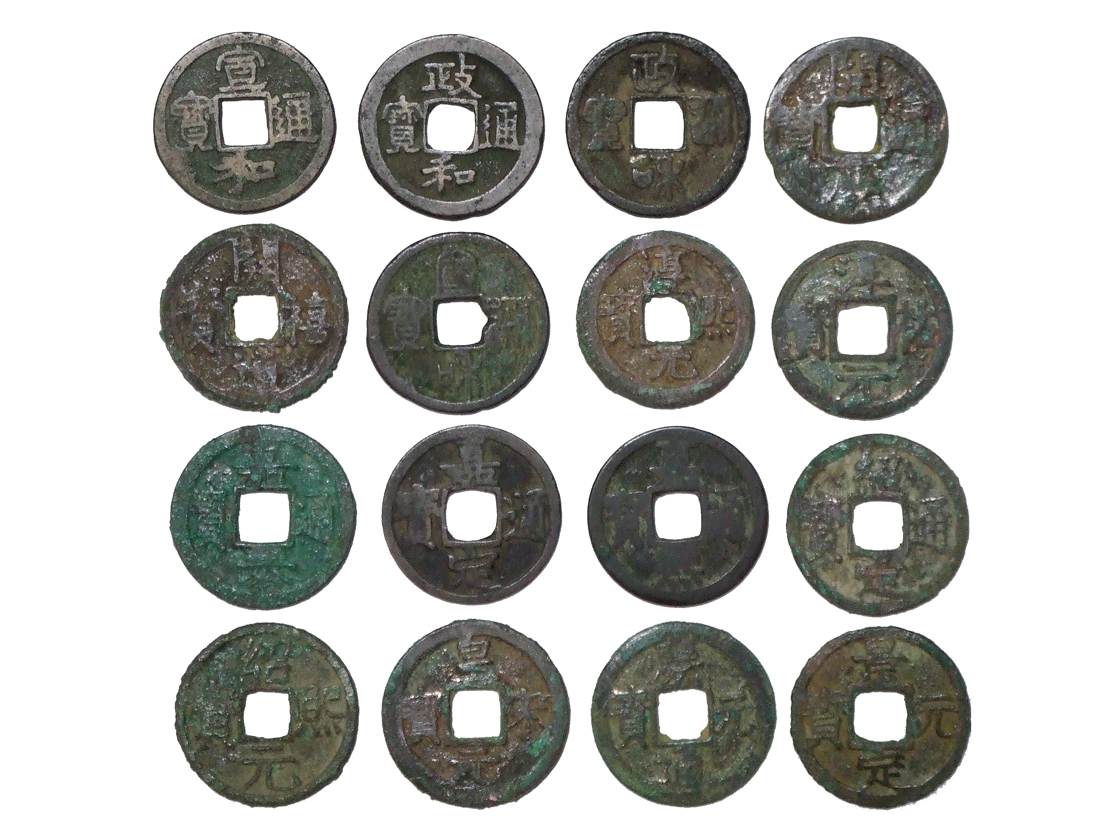
北宋銭（左上3枚）、南宋銭（その他）

宋代、特に北宋代には大量の銅銭が発行された。北宋では年平均200万貫が発行されたとされるが、南宋では年平均十数万貫の発行に減ったとされる。
また、四川などの比較的西側にあたる地域では、西夏などへの銅銭流出を防止するため、鉄銭が用いられた。鉄銭は銅銭と比べ、実質的な価値はかなり低く、持ち運びに難儀した。このことが、後に述べる四川地域での手形・紙幣の始まりに繋がった。

### 紙幣の出現

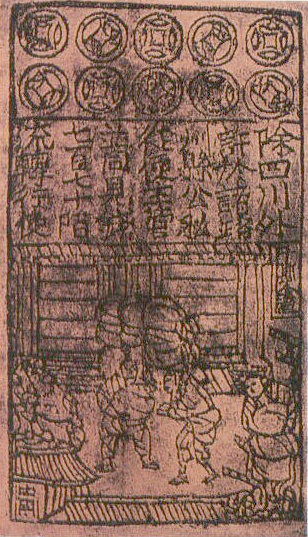
額面77000銭の交子

交子の起源は堰坊での預かり手形で、手形が現物同様に交換されていたことに端を発する。交子・会子・関子などの手形が発行され、発行主体は交子鋪と呼ばれた。 更に、四川地方では銅産出量が少なく、銅銭不足を補うものとして鉄銭が用いられたが、鉄銭は実質的には10分の1ほどの価値しか無いため、北宋時代に成都の16の交子鋪が鉄銭とその兌換券（この時点では預かり証書）を発行した。しかし、この交子舗は不渡りを起こして崩壊した。北宋政府はこの発行を引き継ぎ、本銭（兌換準備金）を36万貫、発行限度額を125万余貫として、紙幣として運用した。これが紙幣の創始である。しかしその後、神宗が発行限度額を倍に増やして以降は際限なく発行するようになり、徽宗の治世には発行額が2600万貫となった。兌換は既に停止され、額面1貫が銭十数文程度としか扱われなくなった。その後は銭引を発行したが、南宋時代にはこれも信用失墜により会子に変わった。

## 元代
元代の経済は農業を主としたもので、生産技術、作付面積、生産量などは更に増加した。またこの時代、貯水池の建設や綿花栽培の開始などの大発展を遂げた。モンゴル人が草原に居た時期は牧畜による単一経済で、国際的な取引の依頼も比較的多く、重農抑商思想に染まっていなかったため、元はあまり商業を抑制せず、商品経済が繁栄を極めた。これによる効果もあって、元は世界一裕福な国家の1つとなった。元の首都は大都（現在の北京市）で、元は当時の世界の商業の中心地であった。商品の交換に便利だったため、大元政府は世界初の完全な兌換紙幣流通制度を作った。中国史上初めての紙幣の時代は、欧州よりも400年以上前のことであった。また陸路や河川・海上交通が大きく改善された（例: 京杭大運河）。

至元通行寳鈔とその原版。上段左の欄にパスパ文字で「至元寳鈔（jˇi 'ŭen baw č'aw）」と書かれている。

### 匠戸制の実行
匠戸制（しょうこせい）は元代の手工業制度の一種である。匠籍制とも。明代では元代の匠戸制を受け継いだ。元代匠戸制では、手工業者を匠籍に編入し、工部がそれを管轄、官営の工場にて労役を強いた。明代匠戸制でも根本は変わらず、匠戸を設けて職人を工部に隷属させた。
これにより、戸籍は軍籍・民籍・匠籍の3種に分かれた。匠籍では手工業者を管轄したが、軍籍に属し各都の司衛所管轄の軍器局に服役する者は、軍匠を称した。法律上の地位は特殊な戸籍である軍籍や匠籍は一般の地位より低く、世襲されるものであった。またこの維持を容易にするため、分戸は認められず、軍籍・匠籍を脱することは極めて困難で、皇帝による特別な許可を要した。また匠籍・軍籍の者は試験において文官となることもできず、輪班匠として無償で輪番制の労働を強いられた。しかし手工官による管理は弱まり、工匠は怠けたり、逃亡したりという手段を使い制度に反抗し、明政府は商品経済発展に適応した銀による賃金支払いを始めた。1562年（嘉靖41年）、輪班匠は一律に政府により銀で雇われるようになった。このように輪班匠は名実ともに消滅し、匠籍にある者が自由に商工業に従事できるようなり、人身を束縛する要因は弱まった。明中期には匠役改革により、民間手工業の発展が促進された。清代になり、450年にわたって続いた匠戸制は正式に終了した。

## 明代

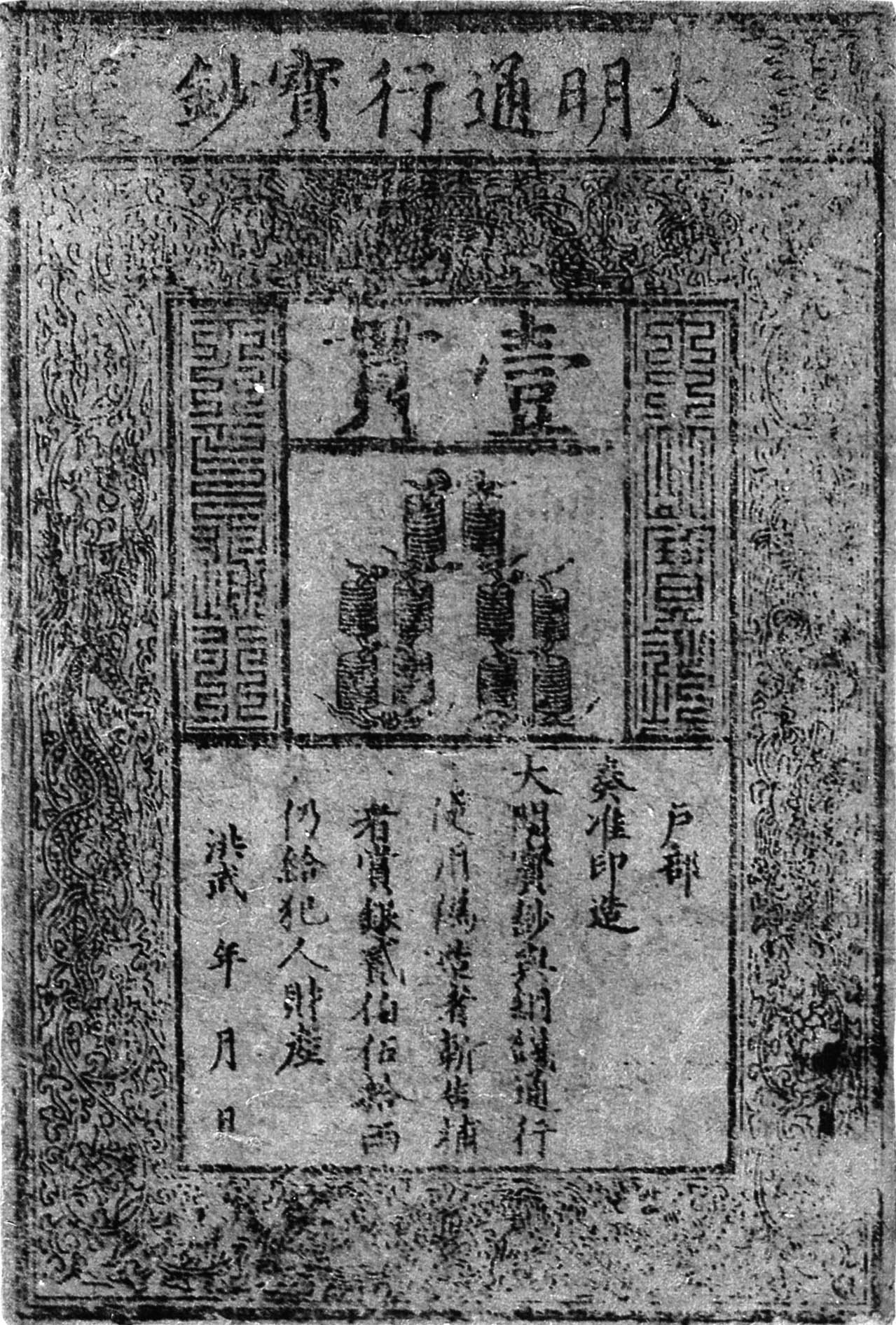
大明通行宝鈔。世界史上最大の紙幣。

朱元璋は洪武年間に民力休養政策と荒れ地への開墾移民政策を実行し、派遣した国子監の下、水路の建設をさせ、並びに耕作奨励のための減税を行い、屯田政策を実行させた。屯田の面積は明全土の作付面積の10%となり、政府は塩引という塩の専売証を売り、商人を塩とともに食糧を内陸部に運送するよう促すことで、国内の食糧需要を満たした。一部の士大夫は専売証の売買により味をしめ、「亦商亦儒」「棄儒就商」というような現象が発生し始めた。手工業の面においては明代は依然として元代の匠籍制（匠戸制）を継続し、江南地区の代表的な手工業は高度に発展し、松江潞安府は全盛期には1.3万張の織機を有し、南京一帯には多くの陶磁廠が年間100万の磁器を生産し、生産方式は吹釉法が刷釉法に取って代わり、均一な光沢のある釉薬を施せるようになった。

### 銀本位制の確立

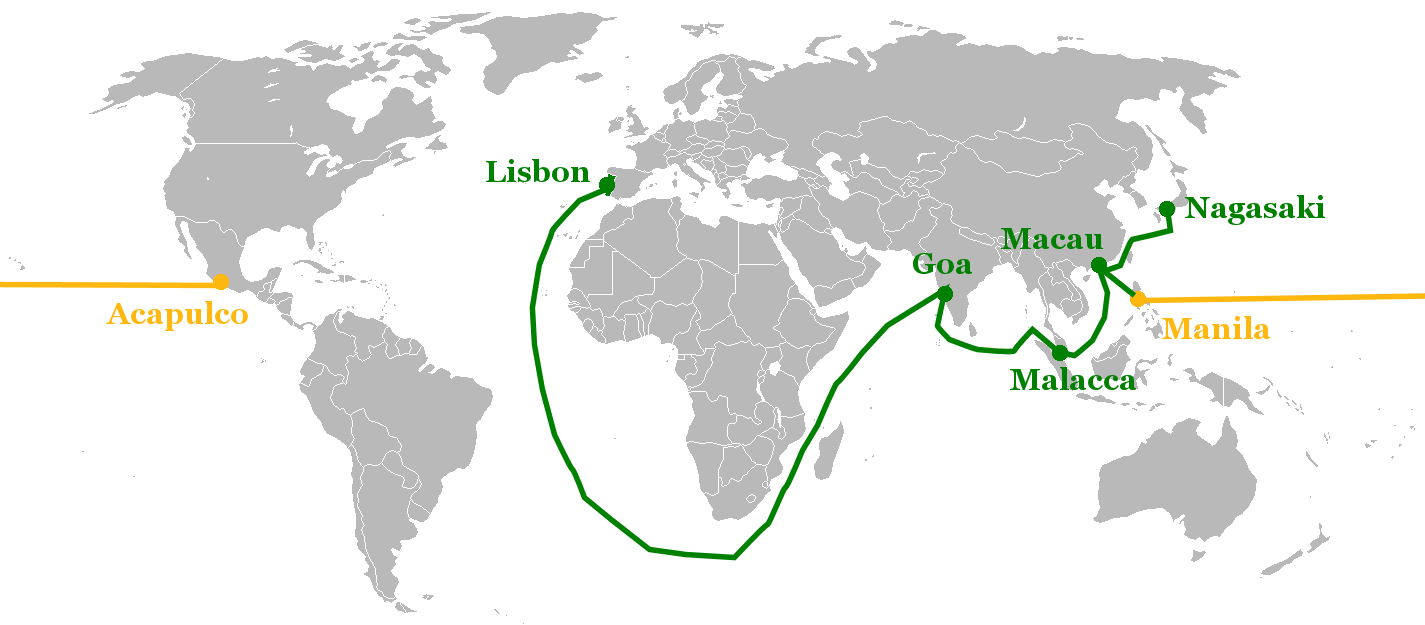
スペイン・ポルトガルによる銀流入の経路

明朝建国後には、前期倭寇の弱体化を図るため、強い海禁政策が実施された。これにより、朝貢一元体制が採られるようになり、諸外国は朝貢以外での貿易が出来なくなった。このことで、琉球王国などが朝貢で手に入れた中国産品を他国に輸出する	ことで栄えた。また前期倭寇に対応するため、日本の足利義満に対して勘合貿易を認める代わりに取り締まりを強化するよう求めた。その結果、前期倭寇は縮小した。しかし対外貿易について、民間が一切の貿易を禁じられたため、違法な私貿易が横行した（後期倭寇）。しかし1567年、明朝政府は海禁を廃止し、スペイン・ポルトガルから大量の銀の流入が始まった。
このことに加え、洪武年間の宝鈔提挙司発行の大明通行宝鈔が紙幣として失敗したことが作用して、貨幣体系は銀本位制に向かった。当時の世界の銀需要の3割は中国にあり、海禁の廃止で対外貿易が復活したため、銀の使用が主流になり、内閣大学士であった張居正の改革の1つとして、一条鞭法が始まった。これにより、明代では政府でさえも銀を用いて経済活動を行うようになった。

### 城鎮経済の活躍
明代経済の特徴の1つは城鎮経済の繁栄である。運河沿線の商船の往来は絶えず、周辺の済寧府・淮安府・揚州府のような都市がとても発達した。東南地区からの商品により経済は繁栄し、全国の物品の集積地となった。嘉靖・万暦年間には各地の絹糸・酒肉・野菜・果物・煙草・農作物・磁器など数えきれないほどの産品の輸出港となり、同時に大量の外貨収入や欧州産の鐘、アメリカ大陸の煙草などの輸入製品が手に入った。

## 清代
明清時代、中国には十大商団（十大商幇）が形成されつつあった。その中も晋商・徽商は中国の金融業を、閩商・潮商
は外国貿易を掌握した。これらの商人団は会館や公所を主要都市に建設し、互助を行った。また清朝政府も一時は海禁政策を実施したが、台湾の直接統治開始以後は海禁を解いたため、沿海貿易が活発となり、貨幣については銀銅両本位制を採用した。康熙年間末には民乱を防止するため、禁鉱政策を行ったため、商工業の発展にある程度の支障をきたした。
近代の中国経済の発展の特徴は全地球規模の資本主義経済の体系に漸次的に参入したことにある。清代中葉には対外貿易活動が盛んになり、最初は広州一市のみの貿易だったが、アヘン戦争以後に沿岸各都市に広がった。上海、天津、寧波のような都市などが代表的な例である。清末には新興工業が盛んになったが、それらが沿海部に集中し、今日の生産規模ほどの開発が行われ、世界にその商品が展開されるようになった。そのため「世界の工場」と呼ばれるようになった。同時に、1850〜1860年代にかけての第1次・第2次アヘン戦争、太平天国の乱の影響は中国の伝統的な小農経済を少しずつ解体し、沿岸部から通商が行われるようになり、大量の自由な労働力が生まれ、この労働力を基盤に中国資本主義の発展が支えられた。

## 民国時代
中華民国建国初期、金融市場や貨幣流通はかなり混乱した。全国各地で貨幣が私鋳され、鷹洋、站人、本洋などの外国の銀本位ドルや、広東、湖北、江南、安徽などで鋳造された吉林貨、東三省貨、奉天貨、更には民国造幣局貨、平壌貨、清朝銀貨など、流通する貨幣は数十種あり、この多様さが経済交流と経済発展の障害となった。1912年・1913年に、中華民国財政部会両次設立幣制委員会はこの幣制上の問題について論議したが、結果無く散会となった。1914年2月17日、国幣条例が公布され、中国が銀本位制を採用したことが規定され、銀元を国貨とするよう定めた。1914年12月と1915年2月、天津造幣局と江南造幣局は統一貨幣を鋳造するようになり、民国銀円が成立した。1935年から国民政府は新しい不兌換の法定貨幣を発行し、中国で500年にわたって続いた銀本位制を解消した。しかし大量に発行したことにより悪性インフレーションを招いた。1948年8月からは金円券が発行され始めたが、1949年7月に流通が停止した。10カ月程度の流通であったが、インフレーションのために2万倍以上の通貨切り下げを行い、大陸民の経済損失はとても大きいものであったため、中国国民党は支持を失った。1949年7月、中華民国政府は金円券を廃して銀円券を発行した。しかし銀円券の発行と同時に、中国大陸の政局は段々と変わり、銀円券も民国とともに勢力を弱め、価値は大幅に下落した。そして最後は、中国共産党の発行する人民元に取って変わられた。

## 中華人民共和国時代
1949年の中華人民共和国成立後、中国大陸ではソ連のレーニン時代の新経済政策に似た政策が実行され、移行期間の貨幣制とされた。1956年に社会主義への改造が完了した後には、ソ連式の高度集中の計画経済体制が実行された。この体制により経済発展が進むにつれ、国民生活は悪化の一途を辿り、大躍進政策・文化大革命により、経済発展とともに国民の生活水準が上がったが、収入が増えなかったため、却って生活苦に陥る人も多く現れた。
1978年、鄧小平は中国大陸で改革開放政策を実行した。それまでのソ連式経済体制は経済発展に対応できず、依然として政府が経済を支配する、日韓に似た経済体制を採用した。その改革の下、第二次土地改革が実施され、生産責任制が農業合作社制に取って変わり、国有企業にも大きな自治権を与え、郷鎮企業が生まれた。また私人が服飾などの軽工業企業を私有することが許可され、同時に国内に大量の外資を誘致した。この経済体制は1992年以降中国政府により、「中国の特殊な社会主義市場経済体制」と呼ばれている。
改革開放から40年近く発展し、その間中国大陸の経済は急速に拡大した。GDPは年平均10%成長し、世界でもトップレベルの経済成長を誇った。遂に2010年には日本を抜き、世界第2位に躍り出た。1人あたりGDPは1979年の275米ドルから2019年には10276米ドルに成長し、対外貿易の規模は世界一となった。また220種の製品について生産量世界一、世界経済の成長に対する貢献度世界一となり、2019年には外貨準備高は3兆米ドル前後となった。また2014年の国内GDPは世界に2つしかない「10兆ドル国家」となり、2019年には14兆米ドルを超えた。しかし急速な経済発展は不均衡を生み出し、環境汚染問題などが深刻なものとなった。国際通貨基金と世界銀行は中華人民共和国が2025年〜2030年の間にアメリカを超え、世界一の経済大国になると予想している（国の国内総生産順リスト）。